# Renewal
Renewal je šesti studijski album njemačkog thrash metal sastava Kreator. Objavljen je 26. listopada 1992. godine, a objavila ga je diskografska kuća Noise Records.
Prvi je album na kojem sastav počinje eksperimentirati s industrial metalom, upravo zbog čega je album naišao na miješane kritike.

## Popis pjesama
| 1.    | »Winter Martyrium«                  | 5:43 |
| 2.    | »Renewal«                           | 4:36 |
| 3.    | »Reflection«                        | 6:15 |
| 4.    | »Brainseed«                         | 3:17 |
| 5.    | »Karmic Wheel«                      | 6:06 |
| 6.    | »Realitätskontrolle« (instrumental) | 1:22 |
| 7.    | »Zero to None«                      | 3:12 |
| 8.    | »Europe After the Rain«             | 3:19 |
| 9.    | »Depression Unrest«                 | 5:05 |
| 38:55 |                                     |      |

## Zasluge
Kreator
- Mille Petrozza – vokali, gitara
- Ventor – bubnjevi, programiranje
- Frank Blackfire – gitara
- Roberto Fioretti – bas-gitara

Ostalo osoblje
- Tom Morris – produciranje, inženjer zvuka
- Mark Prator – inženjer zvuka
- Brian Bonscoter – inženjer zvuka
- Karl-U. Walterbach – izvršni producent
- Dave McKean – omot albuma